# Notel
Ein Notel – auch Notetel genannt – ist ein tragbarer Videoplayer, der in Nordkorea verbreitet ist. Das Gerät ist eine Mischung von Notebook und Fernseher. Daher kommt auch die Namensbezeichnung als Kofferwort von „Notebook“ und „Television“. Das Gerät ist wie ein Notebook aufklappbar und besitzt auf der Deckelinnenseite einen Bildschirm, es hat jedoch keine Tastatur. Das Notel verfügt über Schnittstellen für USB-Sticks sowie SD-Karten und man kann DVDs und EVDs abspielen. Mit dem Notel hat man darüber hinaus die Möglichkeit Radio- und Fernsehsendungen zu empfangen. Das Gerät wird über eine aufladbare Batterie betrieben.
Notels sind in Nordkorea ungefähr seit dem Jahr 2005 auf dem Markt. Es wird berichtet, dass inzwischen rund die Hälfte der städtischen Bevölkerung in Nordkorea ein Notel besitzt. Das Notel ermöglicht den heimlichen Zugang zu ausländischen Videos und zu westlicher Musik. Dies ist der Hauptgrund für die große Verbreitung der Geräte. Die Datenträger werden entweder geschmuggelt oder unerlaubt aufgezeichnet und dann unter der Hand weiter gegeben. Beliebt sind südkoreanische Fernsehserien, Hollywood Filme, Nachrichtensendungen und westliche Musik. Da in Nordkorea das Internet verboten ist, ermöglicht das Notel in dem ansonsten streng isolierten Land einen individuellen Informationszugang zur Außenwelt. Es wird berichtet, dass Nutzer zur Täuschung eine offizielle DVD in das Laufwerk einlegen und dann über USB-Stick einen illegalen Film betrachten. Im Falle einer Kontrolle, kann der Stick schnell abgezogen werden. Die Wärme des Geräts kann mit Hinweis auf die DVD begründet werden.
Die Geräte werden in China hergestellt, dort gelten sie aber inzwischen als veraltet. Heute geht nahezu die gesamte Produktion nach Nordkorea. Sie werden dort für umgerechnet rund 50 US-Dollar angeboten. Angesichts der großen Verbreitung der Geräte hat die Regierung die Notels seit 2015 offiziell erlaubt. Sie werden sogar in staatlichen Geschäften zum Marktpreis angeboten. Ein Erwerber muss sich allerdings registrieren lassen, und es muss technisch sichergestellt sein, dass nur nordkoreanische Radio- und Fernsehsender empfangen werden können.